# Лапо Елкан
Лапо Елкан (на италиански: Lapo Elkann) е италиански предприемач, светска личност и дизайнер. Той е президент, основател и основен акционер на холдинга „Италия Индипендънт Груп“, президент и основател на ресторанта-ателие Garage Italia Customs, Independent Ideas в Милано. Бил е член на борда на директорите на Ferrari N.V. и отговаря за популяризирането на марката „Фиат Груп“, както и един от собствениците на ФК „Ювентус“ и президент на волейболния отбор „Спарклинг Волей Милано“.
До едно време е считан за „Златния ерген на Италия“.

## Биография
Роден е на 7 октомври 1977 г. в Ню Йорк, САЩ, като второто дете на дъщерята на Джани Анели Маргерита Анели и на италианския журналист и писател Ален Елкан. Брат е на Джон Елкан, който се очаква да оглави Фиат, и на Джиневра Елкан, филмова продуцентка.
Завършва държавния лицей „Виктор Дюри“ в Париж и международни отношения в Европейско бизнес училище в Лондон. Служи в Алпийския корпус като войник в Алпийска бригада „Тауринензе“.
Започва кариерата си през 1994 г. с псевдонима „Лапо Роси“ като работник  на конвейер на Пиаджо в Понтедера, както е традицията в обучението на потомците на сем. Аниели. През този период участва и в стачка за подобряване на трудните условия на труд на конвейра. Продължава трудовия си опит с различни роли в Саломон Смит Барни, Данон, Ферари и в маркетинговия офис на Мазерати, където прекарва 4,5 г. През 2001 г. става личен асистент за една година на Хенри Кисинджър (тогава наскоро назначен за президент на комисията, натоварена с изясняването на атентатите от 11 септември), който е стар приятел на дядо му. След влошаващото се здравословно състояние на дядо му Джани през 2002 г. Елкан решава да се върне в Италия, за да бъде близо до него.
След като се присъединява към Фиат, Елкан желае да се занимава с корпоративна промоция и комуникации, вярвайки, че марката „Фиат“ страда в тази област, особено в младежкия сектор. Той популяризира имиджа на групата, като пуска различни видове джаджи, включително суичъри, носени от самия него, с ретро марката на автомобилния производител и пускането на пазара на Фиат Гранде Пунто. През 2004 г., с назначаването на неговия брат Джон Елкан за вицепрезидент на групата, той става отговорен за промоцията на трите марки: Фиат, Алфа Ромео и Ланча. През този период ръководи световното пускане на новия модел „Фиат 500“. Подава оставка от длъжност през 2005 г.
След като се завръща в Италия през януари 2007 г. след период на възстановяване, Елкан, с Андреа Теситоре и Джовани Аконджайоко, основава Италия Индипендънт – компания, специализирана в производството и продажбата на луксозни очила, аксесоари и облекла с акронима "I -I" (произнася се на английски език), характеризиращ се с възможността, предлагана на купувача, да персонализира изцяло продукта, който ще закупи. Първият продукт, представен на Пити Уомо през януари 2007 г., е модел очила, изработени изцяло от въглеродни влакна. След това компанията разработва линия от дрехи, аксесоари и с многобройни сътрудничества в декорациите за дома и автомобилостроенето. Освен очилата са пуснати бижута, часовник, велосипед и скейтборд за градски транспорт. Копанията е регистрирана на фондовата борса, в сегмента AIM, на 28 юни 2013 г.
На 4 юли 2007 г. Елкан основава, заедно с Алберто Фузиняни и Иванмария Веле, творческата агенция „Индипендънт Айдиъс“, чиято дейност е документирана в продължение на три месеца в програмата Idee in progress на сателитния телевизионен канал FoxLife. От 30 октомври 2007 г. до юни 2008 г. Елкан е почетен президент на волейболние клуб от Серия А1 „Спарклинг Волей Милано“. Той е международен посланик на Триеналето в Милано, посланик на болница „Тел Ашомер“ в Тел Авив и член на борда на различни компании като Филипс де Пюри.
В края на 2011 г. стартира проект за партньорство с Тойуоч, тогава собственост на Джанлука Ваки, произвеждайки специално издание от 1007 броя часовници ToyWatch, съчетани със слънчеви очила „Италия Индипендънт“ от серията I-Wear, последвано на следващата година от Второ уникално издание. През декември същата година стартира проекта „Ферари Тейлър Мейд“ заедно с Лука Кордеро ди Монтедземоло, за да изгради Ферари по поръчка, персонализирана според специфичните изисквания на клиента.
Елкан и неговата агенция „Индипендънт Айдиъс“ участват заедно с Чентро Стиле Фиат и Фрида Джанини в проекта „500 by Gucci“, стартиран в Милано на 23 февруари 2011 г. и на автомобилното изложение в Женева на 1 март 2011 г. През 2011 г. получава наградата на Америка от Фондация „Италия-САЩ“.
В сътрудничество с М. Гатермайер през 2012 г. публикува автобиографичния текст Le regole del mio stile („Правилата на моя стил“).
През юли 2013 г. е удостоен с наградата за млади лидери и отлични постижения на Залата на автомобилната слава и е първият член на сем. Анели, който я получава след Джовани Анели, негов прапрадядо.
През януари 2017 г. се присъединява към борда на директорите на Ferrari N.V. – холдинговата компания, която контролира едноименния автомобилен производител. През декември 2017 г. "Garage Italia Food & Restaurant" отваря врати в Милано на пиацале „Акурсио“, в стара бензиностанция „Аджип“, построена от Марио Бачоки през 50-те години на 20. век и реновирана от Микеле Де Луки – консорциум с готвача Карло Крако, съчетаващ храна, двигатели и събития. През април 2019 г. ресторантът затваря и компанията преминава изцяло под контрола на холдинга на Елкан Laps to Go.
През февруари 2019 г. фондът за рисков капитал Talent EuVeca, председателстван от Джована Досена, влиза в Италия Индипендънт (която междувременно става Италия Индипендънт Груп, затваря финансовите отчети за 2018 г. с икономически сметки на червено и трябва да продаде различни активи) с увеличение на капитала, достигайки дял от 25,44%, докато Елкан, най-големият акционер, има 53,92%.

## Личен живот
Син на майка католичка и баща евреин, той приема юдаизма през 2009 г.
Избиран е за най-добре облечен мъж четири пъти подред от сп. „Венити Феър“, влизайки в тяхната Зала на славата, която включва също дядо му Джани Анели и баба му Марела Карачоло ди Кастането.
Става известен в клюкарските колони с интензивния си любовен живот, който започва с връзката, приключила през 2005 г., с италианската актриса Мартина Стела, и с многобройните последващи връзки, сред които: от 2008 до 2010 г. с третата му братовчедка Бианка Брандолини д'Ада, внучка на Кристиана Анели (сестра на Джани), през 2012 г. с Мари дьо Вилпен, фотомодел и дъщеря на бившия френски премиер Доминик дьо Вилпен, и с китайската актриса Жу Жу, през 2012 – 2013 г. с казахстанската милиардерка Гога Ашкенази и с израелския фотомодел Моран Атиас, през 2013 г. с индианския фотомодел Сонам Капур, през 2014 г. с блогърката Марсика Фосати; по-късно негова партньорка е собственичката на галерията и сътрудничка на сп. „Вог“ Карлота Ловерини Бота.
На 11 октомври 2005 г. е приет в интензивното отделение на болница „Маурициано“ в Торино в много тежко състояние поради свръхдоза смес от опиати и кокаин след нощ, прекарана в компанията на няколко души, включително транссексуалната Патриция Б.,  която първа вика линейка. Тогава Елкан се превръща в „лошото момче на Италия“ Впоследствие подава оставка от задълженията си във Фиат и се премества в Аризона, където започва рехабилитационна терапия, последвана от период на възстановяване в семейната резиденция в Маями.  
През октомври 2013 г. дава интервю на журналистката Беатриче Боромео във вестник „Фато Куотидиано“, в което заявява, че е претърпял сексуално насилие на 13-годишна възраст в йезуитски колеж. Италианските йезуити обаче отричат той някога да е бил техен ученик.
В началото на декември 2014 г., според вестник „Джорно“, Елкан е тайно заснет на парти с дрога в апартамента на двама братя, които го изнудват в замяна на мълчание. Двамата са арестувани, а адвокатът на Елкан оспорва унизителните изявления срещу клиента му.
На 29 ноември 2016 г. във вестниците се появява новина за симулирано отвличане, извършено от самия Лапо Елкан след нарко и секс парти в Манхатън в компанията на транссексуален. Според публикации в американски медии, след като остава без пари, той организира отвличане, за да получи откуп от 10 000 долара от близките си. Той е разкрит от полицията, която действа по информация от семейството. Арестуван и освободен малко след това, обвиненията срещу него са свалени.
През декември 2019 г. става жертва на тежка автомобилна катастрофа в Израел: приет е в болница в Тел Авив и изпада в кома. След като спешната фаза приключва, той е преместен в швейцарска клиника за възстановяване.
На 12 септември 2020 г. е спрян два пъти от полицията, първият път за превишена скорост с Ферари, вторият път у него са открити 3-4 грама кокаин.
На 7 октомври 2021 г. се жени за бившата португалска рали пилотка и от 2014 г. организаторка на спортни събития Жоана Маскареняс Лемос (род. 1973 г.), с която живее в Португалия (в Есторил близо до Лисабон и в Алгарве). Двамата се запознават година преди сватбата.  Съпругата му е била омъжена 18 г. и има двама сина; развежда се през 2014 г.